# Arco di Augusto (Aosta)

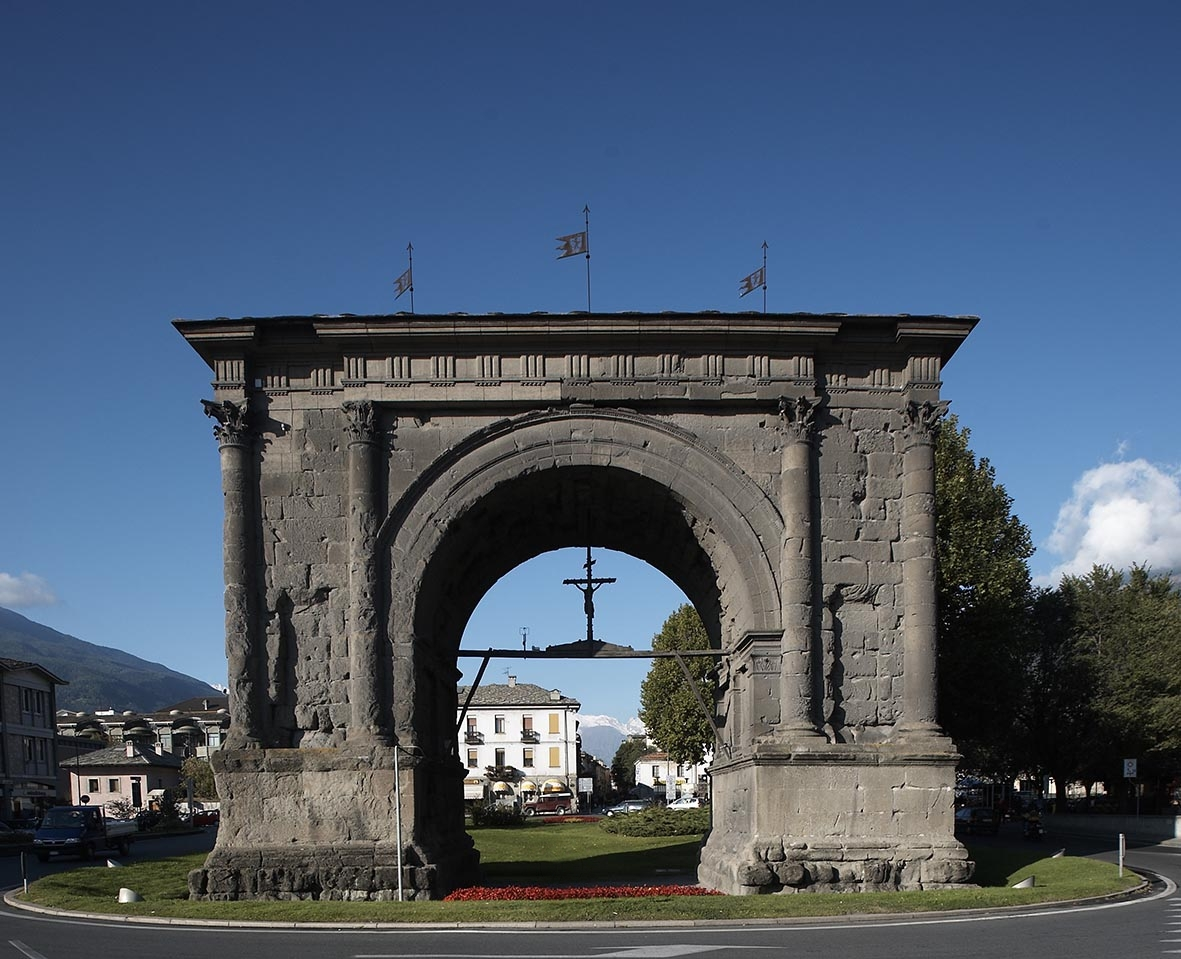
L'arco d'Augusto, facciata orientale: i quattro spioventi del tetto, leggermente inclinati, non sono visibili.

L'arco d'Augusto (in francese Arc d'Auguste) è un monumento della città di Aosta.

## Storia

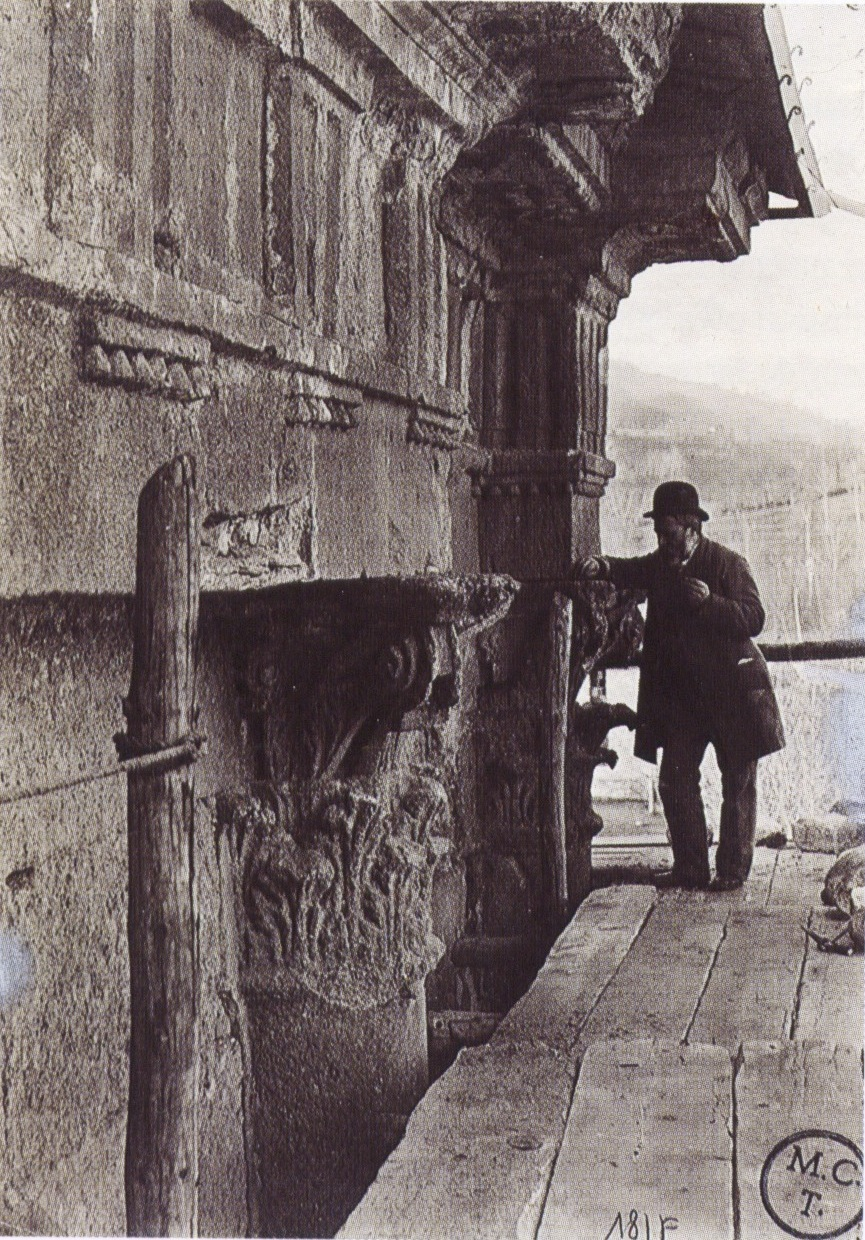
Alfredo D'Andrade sui ponteggi per il restauro dell'Arco d'Augusto, nel 1912-1913.

Fu costruito nel 25 a.C. in occasione della vittoria dei Romani sui Salassi a opera di Aulo Terenzio Varrone Murena.
Esso si trova in asse con il decumanus maximus, poco distante dal Bourg Saint-Ours (quartiere della Collegiata di Sant'Orso) e dall'ingresso orientale della cinta muraria (la Porta Pretoria).

## Descrizione
Costruito in blocchini di conglomerato, l'arco presenta un solo fornice di 11,40 metri di altezza sotto la chiave di volta.
La sua fornice è con volta a botte, costituita da un'estensione in lunghezza di un arco a tutto sesto.
Nel monumento si riconoscono diversi stili: le dieci semicolonne che decorano le facciate e i fianchi culminano in capitelli corinzi, mentre la trabeazione, fregiata di metope e triglifi, è di ordine dorico.
Nel Medioevo, venne denominato Saint-Voût (francese per "Volto santo") da una immagine del Salvatore che vi era stata collocata.
Durante il XII secolo l'arco ospitò la dimora di una nobile famiglia locale e nel 1318 si costruì al suo interno una piccola fortificazione destinata al corpo dei balestrieri. Nel 1716, a causa delle numerose infiltrazioni che stavano compromettendo l'integrità del monumento, l'attico che anticamente lo coronava venne rimpiazzato da un tetto in ardesia.
L'aspetto odierno è il frutto dell'ultimo intervento di restauro e consolidamento avvenuto nel 1912 a cura del soprintendente Ernesto Schiaparelli.
Il crocifisso ligneo esposto sotto la volta è una copia di quello che nel 1449 vi fu collocato come offerta votiva contro le esondazioni del torrente Buthier, che scorre poco a est. L'originale del crocifisso è ora custodito presso il Museo del tesoro della cattedrale di Aosta.

## Citazioni
(Stendhal)